# Tiny Tim (pocisk rakietowy)
Tiny Tim – amerykański pocisk rakietowy powietrze-ziemia, używany pod koniec II wojny światowej. Jedno ze źródeł utrzymuje, że rakieta została wyprodukowana w odpowiedzi na zapotrzebowania amerykańskiej marynarki wojennej na pociski, które zdolne byłyby do rażenia okrętów spoza zasięgu ognia artylerii przeciwlotniczej, posiadające ładunek, który był w stanie zatopić nawet największe okręty. Jednakże według China Lake Weapons Digest, Tiny Tim był zaprojektowany przez zespół pod nazwą Caltech-China Lake jako niszczyciel bunkrów. Tim był pierwszą rakietą tego typu i chociaż znalazł niewielkie zastosowanie w czasie II wojny światowej, to pomógł położyć podwaliny dla wielu późniejszych projektów w dziedzinie produkcji rakiet w latach powojennych.
Tiny Tim był używany przez US Navy i US Marine Corps pod koniec wojny w czasie bitwy o Okinawę i potem w czasie wojny koreańskiej. Problem olbrzymiej mocy silnika rakietowego, który powodował uszkodzenia samolotów, które go wystrzeliwały, został rozwiązany w ten sposób, że zaczęto Tiny Tima zrzucać jak bombę. Sznur przyczepiony do rakiety, powodował uruchomienie jej silnika. Najczęstsze cele Tiny Tima to: artyleria obrony wybrzeża, mosty, bunkry, czołgi oraz okręty. Jedną z najbardziej prestiżowych operacji z użyciem Tiny Tima miała być operacja przeciwko stanowiskom niemieckich rakiet V-1, która była częścią operacji Crossbow o kryptonimie projekt Danny. Operacja ta została jednak zaniechana zanim jednostki zostały przetransportowane do Europy.
Pociski typu Tiny Tim były najczęściej przenoszone przez samoloty: F4U Corsair, F6F Hellcat, TBM Avenger oraz SB2C Helldiver.
Po II wojnie światowej laboratorium rakietowe US Navy w Inyokern w Kalifornii opracowało o wiele większą wersję rakiety Tiny Tim pod nazwą „Richard”, która miała 14-calową średnicę i była najprawdopodobniej największym niekierowanym pociskiem rakietowym Amerykańskich Sił Zbrojnych. Pomimo testów rakiety, nigdy nie została ona wprowadzona do produkcji seryjniej. US Navy pracowała także nad inną wersją Tiny Tima, która była dwustopniowa i zbudowana z dodatkowym silnikiem, umieszczonym za głównym silnikiem Tiny Tima. Tak samo jak „Richard”, wersja ta nigdy nie weszła do produkcji seryjnej.

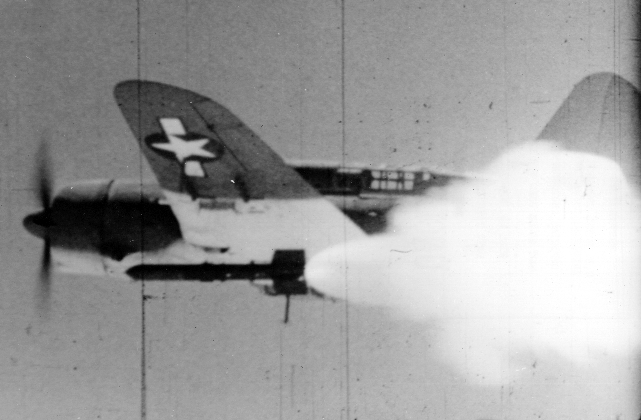
SB2C Helldiver odpalający rakietę Tiny Tim
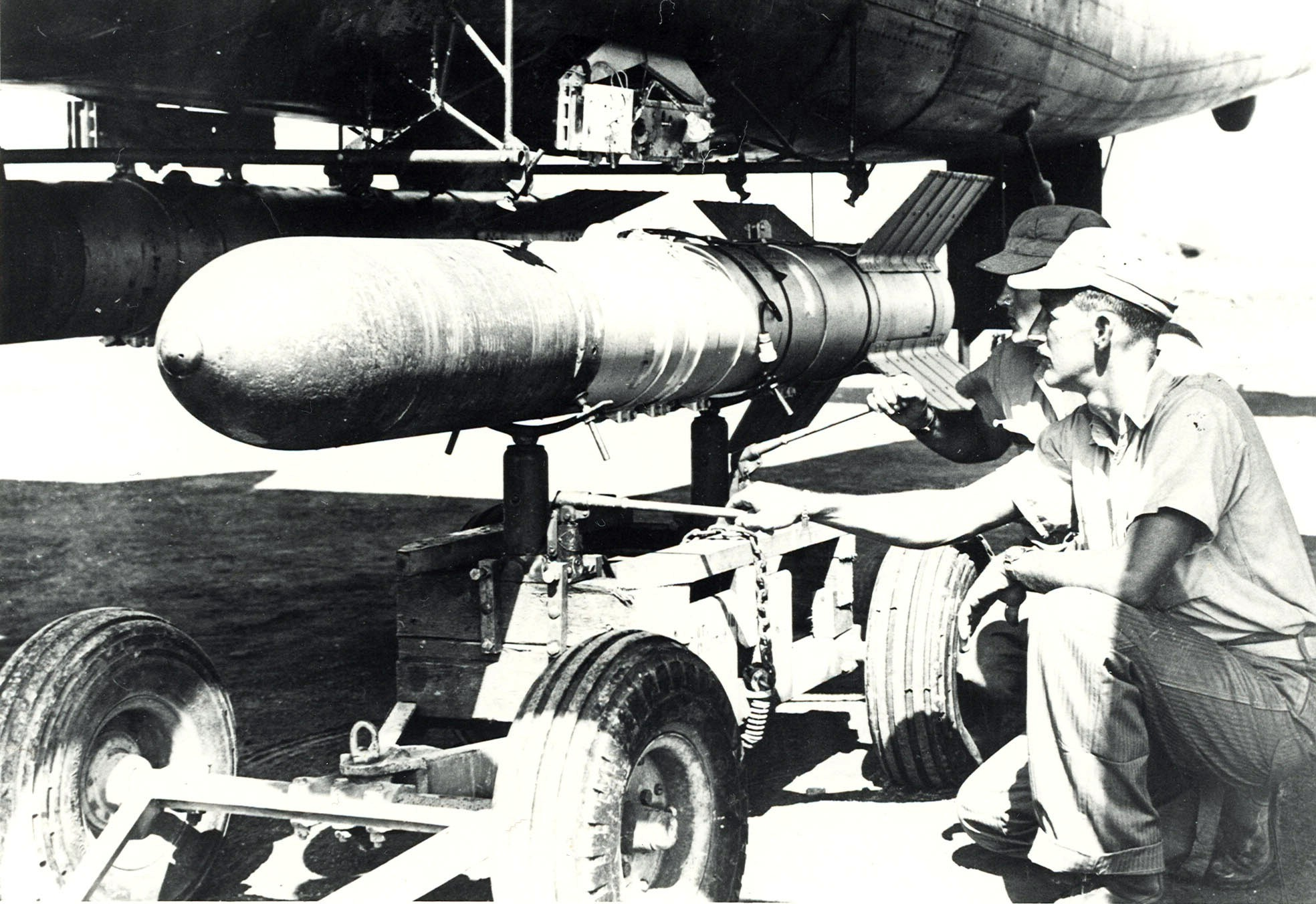
Tiny Tim podwieszony pod bombowcem B-25 Mitchell
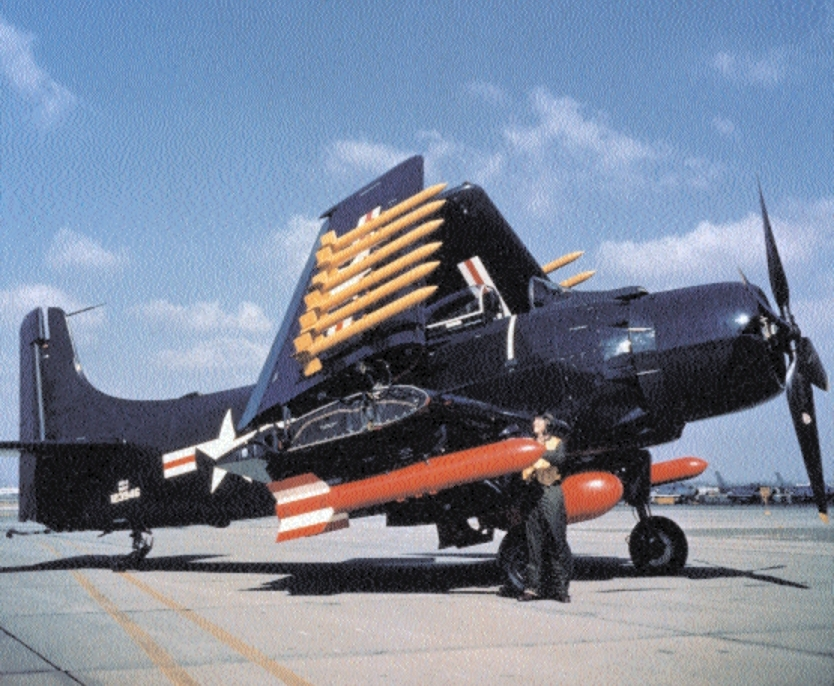
Uzbrojenie rakietowa AD-4 Skyraider: widoczna różnica między pociskami HVAR i Tiny Tim